# مرز افغانستان–ایران

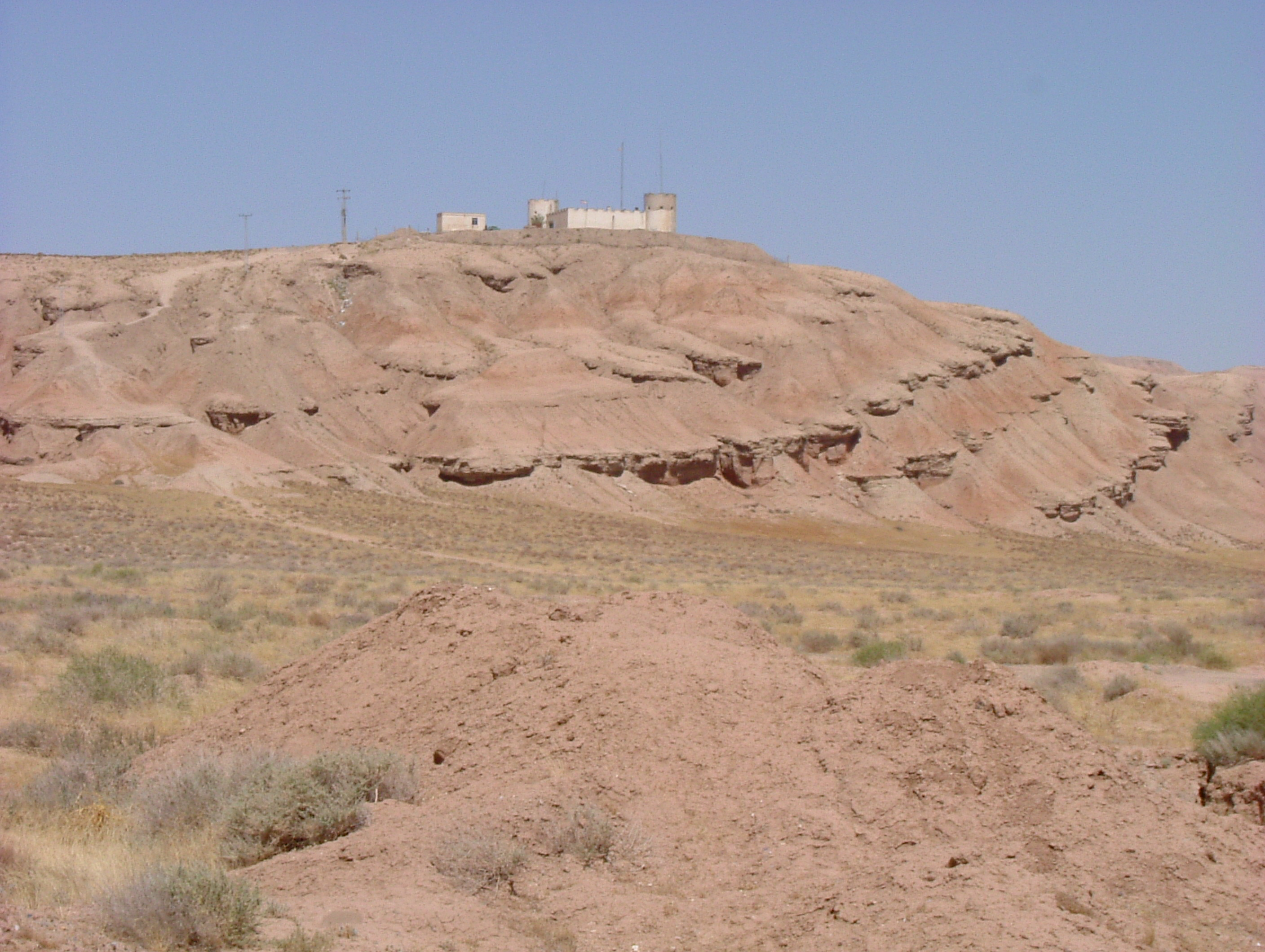
پاسگاه مرزی تپه سفید، پایین ولایت تایباد

خط مرزی ایران–افغانستان از دهانهٔ ذوالفقار در شمالی‌ترین نقطه تا ملک سیاه کوه جنوبی‌ترین نقطهٔ آن با درازای ۹۴۵ کیلومتر در کنارهٔ جادهٔ ۹۹ ایران کشیده شده‌است. ۱۷۲ نشانهٔ مرزی در فاصلهٔ هر ۳ مایل در سه بخش شمالی، مرکزی و جنوبی شناسهٔ این خط مرزی هستند.
در تیرماه ۱۳۹۷، قاسم رضایی، فرمانده مرزبانی ایران، دربارهٔ نتایج مذاکرات دومین اجلاس مشترک با مقامات وزارت دفاع و کشور افغانستان، گفت: «با مسئولان حوزه مرزبانی افغانستان توافق شد تا با همکاری نزدیک و مدیریت یکپارچه، در ۹۵۴ کیلومتر مرز مشترک به شیوه‌ای عمل شود که در پایان سال جاری، شاهد یک مرز مشترک و نمونه بین دو کشور باشیم.»
در آذرماه ۱۳۹۷، سرلشکر محمد باقری، رئیس ستاد کل نیروهای مسلح، اظهار کرد: «نیروی زمینی ارتش مسئولیت مرزبانی مرزهای مشترک با افغانستان را برعهده گرفته‌است. امروز، نیروی زمینی ارتش، فرماندهان خود را در رده تیپ و هم‌تراز آن گرد آورده‌است و برنامه‌ریزی‌های مناسبی را برای آینده انجام می‌دهد.»

## تاریخچه
ایران و افغانستان ۸۱۵ کیلومتر مرز مشترک دارند. پس از جدا شدن هرات و در پی تشکیل دولت مرکزی در افغانستان با حمایت انگلیس، هیچ خط مرزی مشخصی میان دو کشور تعیین نشده و دو دولت بر سر مناطقی که میان قلمروشان بود، با یکدیگر اختلاف داشتند. دولت انگلستان که افغانستان را تحت‌الحمایه خود می‌دانست، برای پایان دادن به این اختلاف، در سال ۱۲۶۹ خورشیدی (۱۸۹۰ میلادی) ژنرال مک‌لین و کلنل مک‌ماهون را مأمور تعیین مرز دو کشور کرد. ظرف یک سال، ژنرال مک‌لین ۱۶۵ کیلومتر از بخش شمالی مرز را در دشت هشتادان میان ولایت هرات و ایالت خراسان ایران و کلنل مک‌ماهون ۲۷۵ کیلومتر از بخش جنوبی را میان ولایت سیستان ایران و ولایت نیمروز افغانستان تعیین کرد که هر دو دولت پذیرفتند. بقیه مرز همچنان بدون تعیین حدود باقی ماند.
اما بتدریج در مورد جزئیات خطوطی که انگلیسی‌ها تعیین کرده بودند، میان دو کشور اختلاف ایجاد شد تا اینکه در شانزدهم اسفند (هفدهم حوت) ۱۳۱۲ قراردادی میان محمدتقی اسفندیاری سفیرکبیر ایران در کابل و فیض‌محمد خان وزیر امورخارجه افغانستان امضا شد که حل اختلافات و تحدید کامل مرز دو کشور را به حکمیت دولت ترکیه سپرد و طرفین موافقت کردند که هر نظری را که دولت ترکیه اعلام کند، نظر قطعی بدانند و به آن عمل کنند.
دولت ترکیه ارتشبد فخرالدین آلتای را به عنوان حکم معرفی کرد که در سال ۱۳۰۷ (۱۹۲۸) هنگام سفر امان‌الله خان و همسرش ثریا به ترکیه، مهماندار رسمی آنان بود. ارتشبد آلتای پس از مطالعات محلی و بررسی اسنادی که دو کشور در اختیار او گذاشتند و همچنین مطالعه دربارهٔ بافت جغرافیایی و تاریخ منطقه، رأی خود را در سال ۱۳۱۴ ابلاغ کرد که دو دولت پذیرفتند و مجلس شورای ملی نیز در سیزدهم مهر ۱۳۱۴ تأیید کرد.
بنا بر رأی فخرالدین آلتای، در بخش شمالی، چشمه غشه‌لوشی و اراضی واقع در غرب آن که در دست افغان‌ها بود، متعلق به ایران شناخته شد، دریاچه نمکسار میان دو کشور از وسط تقسیم و خط فاصل میان دو تپه سیاه‌کدو مرز دو کشور تعیین شد تا هر دو کشور بتوانند از منابع نمک دریاچه استفاده کنند، چاه سرخ متعلق به افغانستان شناخته شد، موسی‌آباد که در دست افغانستان بود به دو بخش تقسیم شد: خاکی که چشمه در آن واقع است و اراضی که از این چشمه مشروب می‌شود همراه با دو بنای گلی به ایران و محل سکونت زمستانی عشایر واقع در روبرو و جنوب و همچنین گورستان و چشمه‌های آن قسمت به افغانستان واگذار شد، دامنه‌های کوهستان شمتیغ نیز متعلق به افغان‌ها شناخته شد.
در بخش جنوبی، کال حوض میان دو کشور تقسیم شد. دو آب‌انبار آجری قدیمی در کال حوض که پنجاه متر با یکدیگر فاصله داشتند به عنوان پست مرزی تعیین شد که آب انبار غربی به ایران و شرقی به افغانستان واگذار شود. حاکمیت ایران بر یزدان و کبوده در دوازده کیلومتری جنوب آن که مورد اعتراض افغانستان بود، به رسمیت شناخته شد اما مزرعه نظرخان واقع بین این دو روستا به افغانستان واگذار شد.
در منطقه موسوم به دشت ناامید، حاکمیت ایران بر سرخ‌تیغ که مورد اعتراض افغانستان بود، به رسمیت شناخته شد. چاه سکک به ایران واگذار شد و چاه دمدم در خاک افغانستان باقی ماند. در بخش کوهستانی مرز، ارتفاعات به ایران تعلق یافت و قله‌های نسبتاً پست‌تر که بسوی دریاچه هامون امتداد می‌یافت به افغانستان. کوه اسپران که از آن سنگ آسیا استخراج می‌شد و چشمه آب شور اسپران به افغاستان و دشت اسپران به ایران تعلق گرفت.

## دهستان‌های مرزی ایران
| دهستان      | بخش       | شهرستان  | استان             |
| ----------- | --------- | -------- | ----------------- |
| جنت‌آباد     | صالح‌آباد  | تربت جام | خراسان رضوی       |
| گل‌بانو      | پایین جام | تربت جام | خراسان رضوی       |
| زام         | پایین جام | تربت جام | خراسان رضوی       |
| هریرود      | بوژگان    | تربت جام | خراسان رضوی       |
| پایین ولایت | مرکزی     | تایباد   | خراسان رضوی       |
| کرات        | مرکزی     | تایباد   | خراسان رضوی       |
| پائین خواف  | سنگان     | خواف     | خراسان رضوی       |
| بستان       | سنگان     | خواف     | خراسان رضوی       |
| پترگان      | مرکزی     | زیرکوه   | خراسان جنوبی      |
| گزیک        | گزیک      | درمیان   | خراسان جنوبی      |
| طبس مسینا   | گزیک      | درمیان   | خراسان جنوبی      |
| لانو        | درح       | سربیشه   | خراسان جنوبی      |
| بندان       | مرکزی     | نهبندان  | خراسان جنوبی      |
| قائم‌آباد    | صابری     | نیمروز   | سیستان و بلوچستان |
| بزی         | مرکزی     | نیمروز   | سیستان و بلوچستان |
| اکبرآباد    | قرقری     | هیرمند   | سیستان و بلوچستان |
| قرقری       | قرقری     | هیرمند   | سیستان و بلوچستان |
| دوست‌محمد    | مرکزی     | هیرمند   | سیستان و بلوچستان |
| جهان‌آباد    | مرکزی     | هیرمند   | سیستان و بلوچستان |
| زهک         | مرکزی     | زهک      | سیستان و بلوچستان |
| خواجه احمد  | مرکزی     | زهک      | سیستان و بلوچستان |
| جزینک       | جزینک     | زهک      | سیستان و بلوچستان |
| لوتک        | مرکزی     | هامون    | سیستان و بلوچستان |
| حرمک        | مرکزی     | زاهدان   | سیستان و بلوچستان |